# پاپنهاگن
پاپنهاگن (به آلمانی: Papenhagen) یک شهر در آلمان است که در فرپومرن-روگن واقع شده‌است. پاپنهاگن ۶۱۲ نفر جمعیت دارد.